# ピエトロ・ジェルミ
ピエトロ・ジェルミ（Pietro Germi, 1914年9月14日 - 1974年12月5日）はイタリアの映画監督、脚本家、俳優。

## 略歴
リグーリア州ジェノヴァに生まれる。新聞売り、メッセンジャーなど職を転々としたのち海員学校に入るが、やがて俳優を志してローマの映画実験センターに入所。演劇科で3年間学んだのち監督科に転籍する。ちょい役の俳優や助監督、脚本家として下積み生活を送り、1945年、“Il testimone”で監督デビュー。シチリア人など、イタリア社会の底辺を支える庶民を主人公に、ネオレアリズモの社会派ドラマを次々と発表する。
『越境者』で1951年のベルリン国際映画祭銀熊賞、ヴェネツィア国際映画祭セルズニック賞を受賞。また同年、『街は自衛する』でヴェネツィア国際映画祭最優秀イタリア映画賞を受賞。自ら主演も兼ねた『鉄道員』（1956年）、『刑事』（1959年）は、映画音楽のヒットとともに国際的に評価された。
その後、寓意的コメディに路線を転向し、『イタリア式離婚狂想曲』で1962年のアカデミー脚本賞、カンヌ国際映画祭コメディ賞を受賞。1966年には『蜜がいっぱい』でカンヌ国際映画祭グランプリを受賞し、国際的名声を確かなものにした。
俳優としても活躍し、自らの監督作のほか、マリオ・ソルダーティ監督の“Fuga in Francia”、ダミアーノ・ダミアーニ監督の『くち紅』、マウロ・ボロニーニ監督の『ビアンカ』などに主要な役柄で出演している。また、駆け出しの女優であったステファニア・サンドレッリを演技派スターに育てたのもジェルミの功績である。
1974年、肝臓癌のため死去。60歳。

## 主な監督作品
- 無法者の掟 In nome della legge （1948年）
- 越境者 Il cammino della speranza （1950年）
- 街は自衛する La città si difende （1951年）
- タッカ・デル・ルーポの山賊 Il brigante di Tacca del Lupo (1952年)　(未公開、DVD発売)
- 妖艶なマドモアゼル　La presidentessa (1952年)　(未公開、DVD発売)
- 嫉妬 Gelosia （1953年）
- 鉄道員 Il ferroviere （1956年）
- わらの男 L'uomo di paglia （1958年）
- 刑事 Un maledetto imbroglio （1959年）
- イタリア式離婚狂想曲 Divorzio all'italiana （1961年）
- 誘惑されて棄てられて Sedotta e abbandonata （1964年）
- 蜜がいっぱい Signore e Signori （1966年）
- ヨーロッパ式クライマックス L'immorale （1967年）
- アルフレード アルフレード Alfredo Alfredo （1972年）